# Lawrence Brownlee
Pour les articles homonymes, voir Brownlee.
Lawrence Brownlee, né le 24 novembre 1972 à Youngstown (Ohio), est un ténor américain.
Il est particulièrement reconnu pour ses interprétations de rôles de bel canto. Il a été désigné Artiste de l'année de l'opéra de Seattle en 2008 pour son interprétation du rôle d'Arturo dans Les Puritains de Bellini. Il a aussi reçu les prix Marian Anderson et Richard Tucker. Il débute au Metropolitan Opera de New York le 26 avril 2007 dans le rôle du Comte Almaviva du Barbier de Séville de Rossini. Sa capacité vocale lui permet aussi de chanter des rôles de haute-contre comme Platée de Rameau, qu'il interprète en 2022 sur la scène de l'Opéra national de Paris. 
Brownlee chante aussi des rôles en dehors du répertoire du bel canto. Il a notamment créé le rôle de Syme, dans 1984 de Lorin Maazel au Royal Opera House de Londres le 3 mai 2005.

## Enregistrements
- Maazel 1984 -- Keenlyside, Gustafson, Margison, Damrau, Brownlee; Orchestre et chœur du Royal Opera House, Covent Garden, Lorin Maazel (chef d'orchestre). Label: Decca DVD 074 3289
- Orff: Carmina Burana - Sally Matthews (Soprano), Lawrence Brownlee (Tenor), Christian Gerhaher (Baryton); Berliner Philharmoniker; Simon Rattle (conductor). Label: EMI Classics CD 57888
- Italian Songs - Lawrence Brownlee (tenor), Martin Katz (piano). Label EMI Classics CD 86503
- Rossini: Armida - Fleming, Brownlee, Banks, Osborn, van Rensburg; Orchestre et chœur du Metropolitan Opera, New York, Riccardo Frizza (chef d'orchestre), Label Decca DVD
- Rossini: La Cenerentola - Garanca, Brownlee, Corbelli, Alberghini; Orchestre et chœur du Metropolitan Opera, New York, Maurizio Benini (chef d'orchestre), Label Deutsche Grammophon DVD
- Rossini: Il Barbiere di Siviglia Garanča, Brownlee, Gunn, de Simone; Chor des Bayerischen Rundfunks, Münchner Rundfunkorchester, Miguel Gómez-Martínez (chef d'orchestre), Label Sony Classical CD 2006

## Distinctions
- International Opera Award dans la catégorie « interprète masculin » (2017)[3].